# نصر تكتيكي

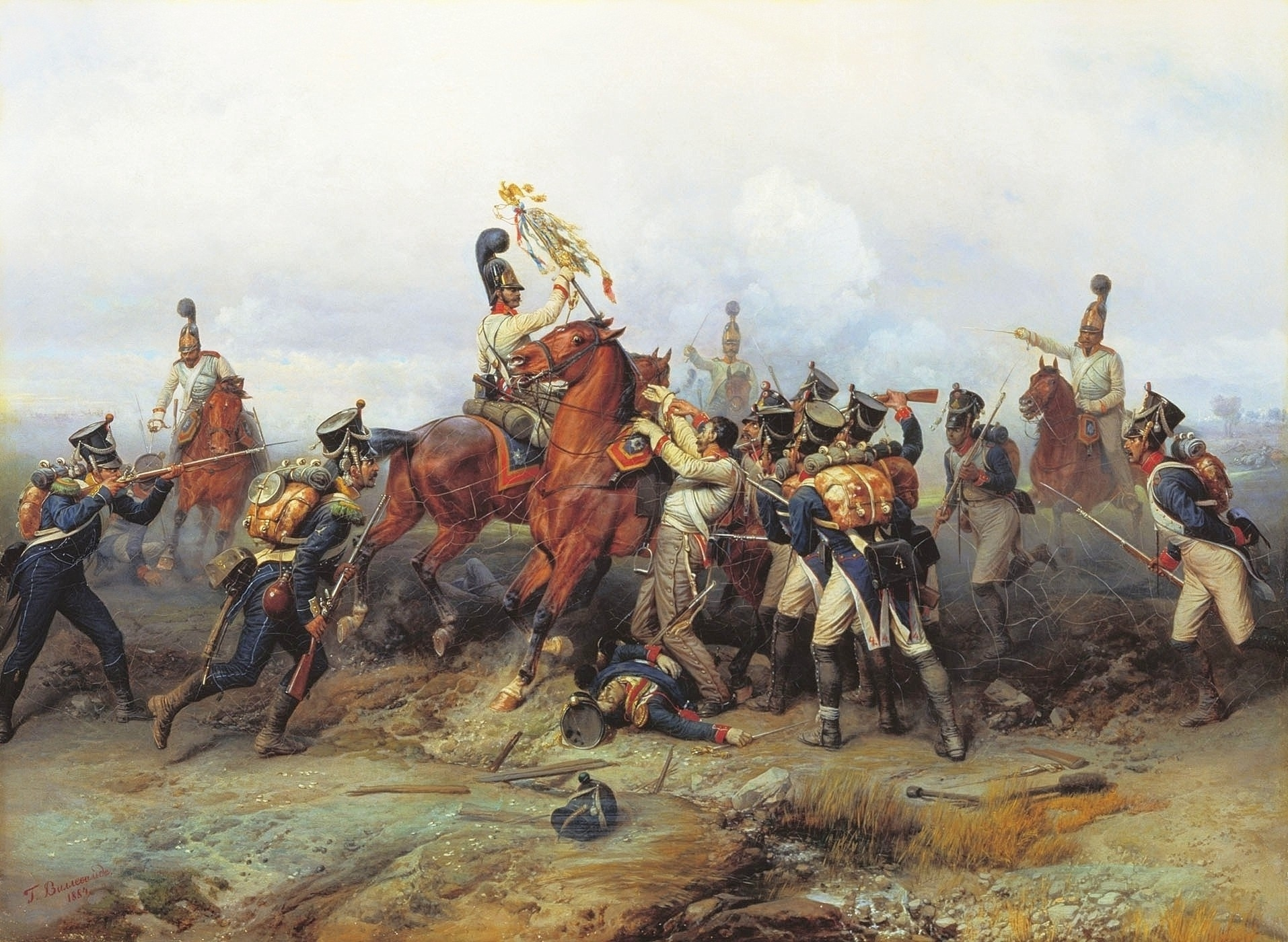
حصار حرس الفرسان الروسي فوج الخط الرابع الفرنسى

نصر تكتيكي هو النصر المحرز من قبل المجموعة ذات الخسائر الأقل في المعركة والحرب من دون النظر لعدم تحقيق الهدف الاستراتيجي للمعركة. والنصر التكتيكي هو بعكس نصر إستراتيجي. يتم وصف معارك مثل معركة بحر المرجان في سنة 1942 بالنصر التكتيكي للولايات المتحدة وبالنصر الاستراتيجي لليابان.